# Robert Waltl
Robert Waltl (18. studenog 1965., Ljubljana), slovenski redatelj, glumac i ravnatelj kazališta Mini teatar.

## Životopis
Glumom se bavi od 1987. godine te je odigrao brojne uloge u kazalištu, na filmu i televiziji (Slovensko narodno gledališče, Lutkovno gledališče Ljubljana, Cankarjev dom, Teatar ITD...)
Od 1999. godine počinje se baviti režijom te najčešće režira predstave za djecu. 
Njegove najpoznatije predstave su: Čudnovate zgode Šegrta Hlapića (Ivana Brlić-Mažuranić), Bajka o ribaru i ribici (Puškin) i Palčica (Hans Christian Andersen) u GK Žar ptica u Zagrebu, Norveške šume (Vladimir Stojsavljević) u Teatru ITD, Mala sirena (Hans Christian Andersen), Ružno pače (Hans Christian Andersen/Ivor Martinić) i Petar Pan (James Matthew Barrie/Ivor Martinić) u ZKM-u, Pepeljuga (Charles Perrault) u GK Trešnji, Koka Kokone (Enes Kišević) u GKL Rijeka, Kolbaba i Brzojavko (Karel Čapek/Nina Mitrović) u Dječjem kazalištu Branka Mihaljevića u Osijeku, Postojani kositreni vojnik (Hans Christian Andersen) i Šuma Striborova (Ivana Brlić-Mažuranić) na Sceni Gorica, te Mali Plamen (Dubravka Ugrešić/Rona Žulj) i Čudnovate zgode Šegrta Hlapića (Ivana Brlić-Mažuranić/Olja Savičević Ivančević) u Gradskom kazalištu lutaka Split, te Regoč (Ivana Brlić-Mažuranić/Rona Žulj) u Kazalištu lutaka Zadar. 
Dobitnik je niza nagrada i priznanja, između kojih se izdvaja Nagrada Društva dramskih umjetnika Slovenije, Župančičeva nagradu Grada Ljubljane te dvije Nagrade hrvatskog glumišta za najbolje predstave za djecu: 2002. godine za Bajku o ribaru i ribici i 2005. za Palčicu.